# Kościół św. Piotra i Pawła w Niederzell

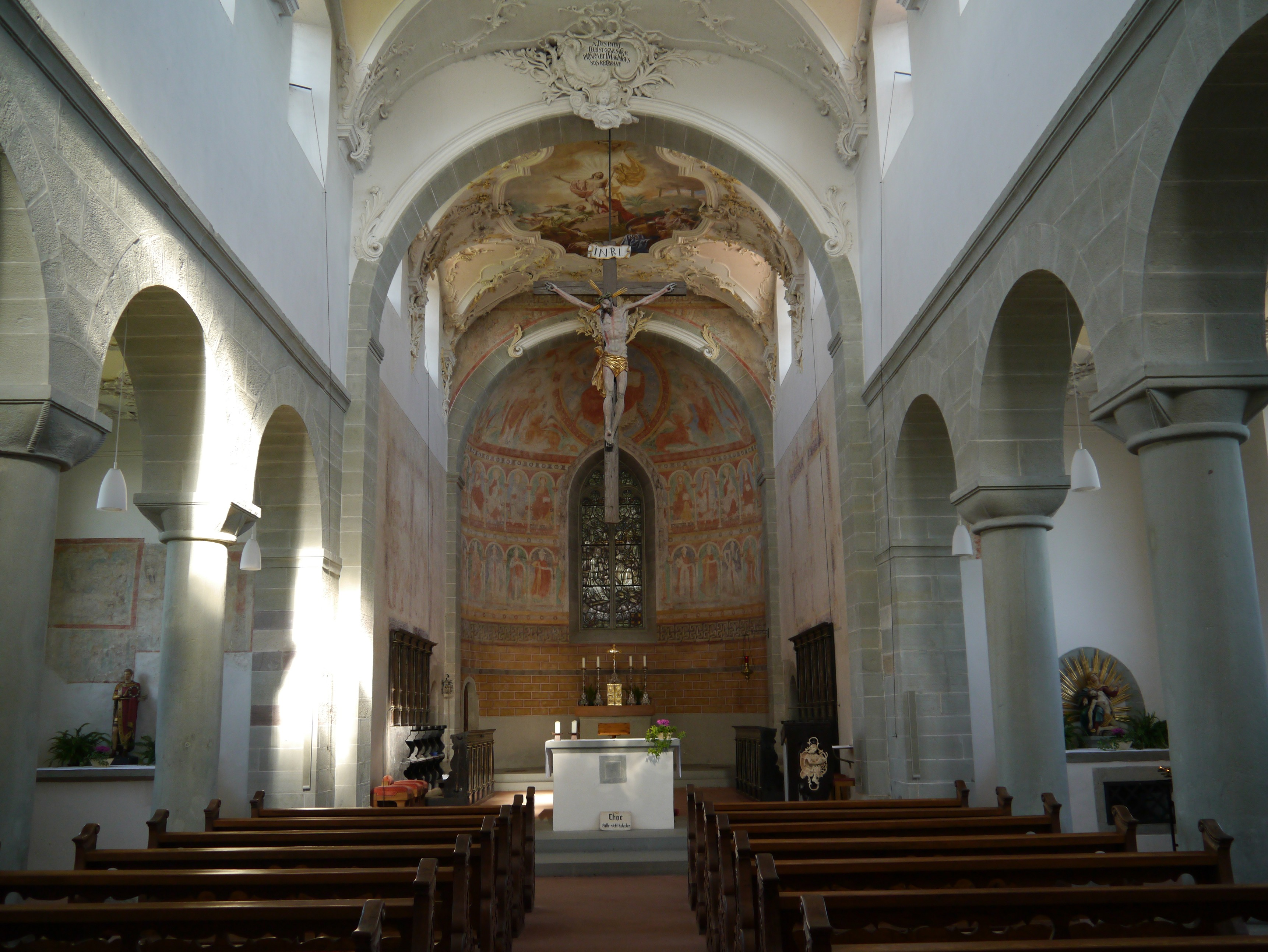
Wnętrze świątyni

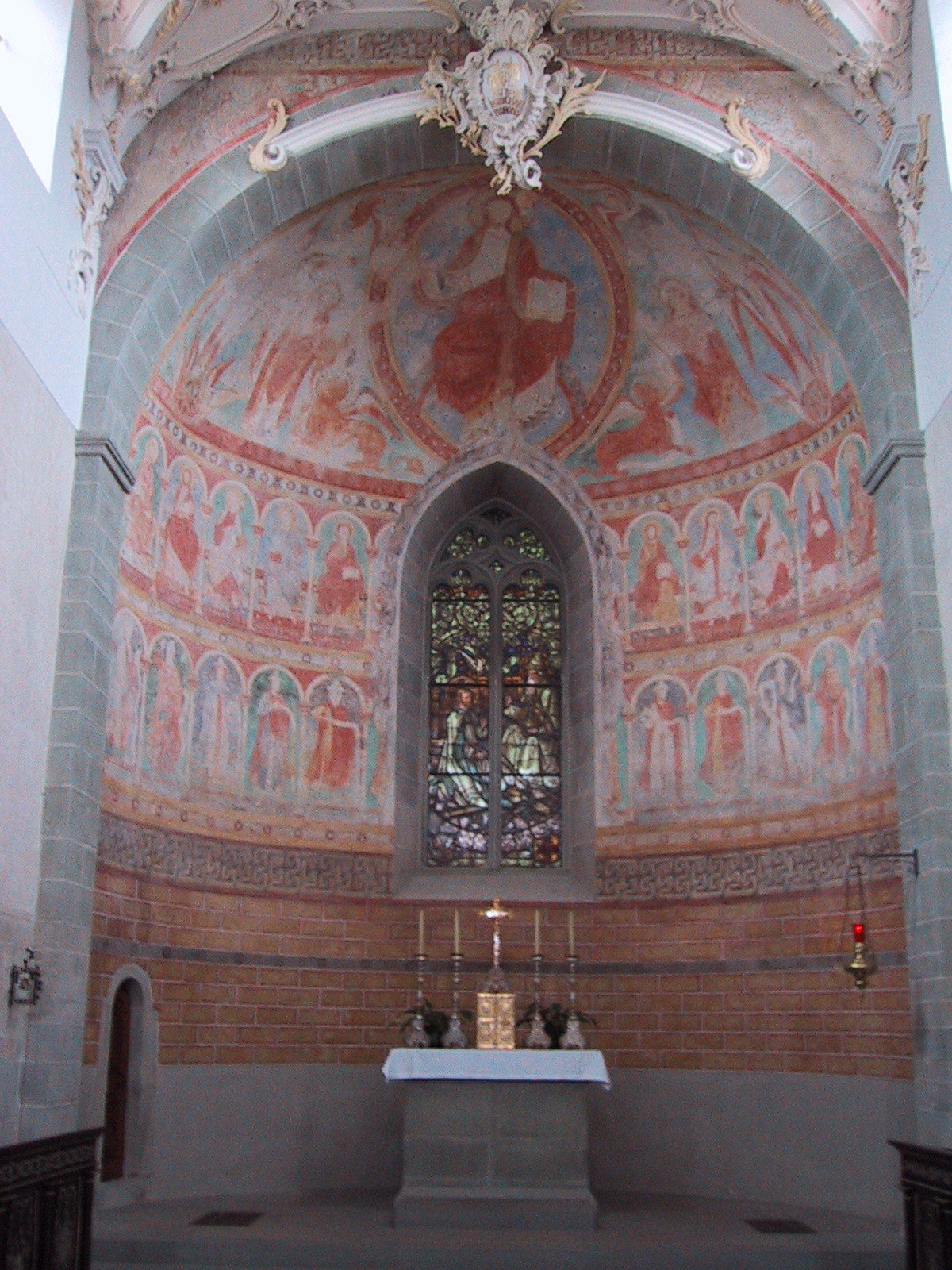
XI w. malowidło w apsydzie kościoła św. Piotra i Pawła w Niederzell na wyspie Reichenau

Kościół św. Piotra i Pawła w Niederzell (niem. Stiftskirche St. Peter und Paul) – romańska bazylika, jeden z trzech kościołów na wyspie Reichenau na Jeziorze Bodeńskim wpisanej w 2000 roku na listę światowego dziedzictwa kultury UNESCO.

## Historia
Pierwszy kościół pod wezwaniem św. Piotra wzniesiono z inicjatywy biskupa Werony Egino pod koniec VIII w., wkrótce po założeniu na wyspie opactwa benedyktyńskiego (724). Była to trójnawowa bazylika bez transeptu, z dwoma chórami – forma typowa dla architektury okresu Merowingów, która przetrwała do czasów Karolingów.
Kościół był dwukrotnie przebudowywany w IX-X w., powiększono apsydę a do nawy dodano westybul. Zabudowania klasztorne zlokalizowano na północ od kościoła, nad brzegiem jeziora. Pod koniec XI w. i na początku  XII w. kościół ponownie przebudowano. Dwie wieże wschodnie ukończono w XV w. W latach 1750–60 dokonano gruntownej zmiany wystroju wnętrz, które udekorowano w stylu rokoko. W 1738 kościół otrzymał organy zbudowane przez mistrza Johanna Baptistę Langa.

## Wystrój wnętrz
Na szczególną uwagę zasługuje znajdujący się w apsydzie fresk Ostatnia Wieczerza z końca XI w. – jedno z ostatnich dzieł szkoły malarskiej w Reichenau (klasztor Reichenau). W górnej części malowidło ukazuje Chrystusa otoczonego symbolami ewangelistów, z boku widać postaci św. Piotra i Pawła oraz dwóch cherubinów. W dolnej części fresku przedstawiono 12 apostołów i proroków. Malowidło odkryto podczas prac restauracyjnych w 1900.